# Геронтократија
Геронтократија је облик олигархијске владавине у којем владају лидери који су знатно старији од већине одрасле популације. У многим политичким структурама, моћ унутар владајуће класе се акумулира са годинама, чинећи најстарије појединце носиоцима највеће моћи. Они који имају највећу моћ можда нису на формалним лидерским позицијама, али често доминирају онима који јесу. У поједностављеној дефиницији, геронтократија је друштво у којем је вођство резервисано за старије.
Иако идеја да старији имају моћ постоји у многим културама, геронтократија има корене у старој Грчкој. Платон је чувено рекао да је „старији човек да влада, а млађи да се покорава“. Један пример древне грчке геронтократије може се видети у градској држави Спарти, којом је владала Герусија, савет састављен од чланова који су имали најмање 60 година и који су служили доживотно.

## У политичким системима
Старешине су имале водећу улогу у многим племенским друштвима. У време Осам бесмртника Комунистичке партије Кине, поручено је, „80-годишњаци сазивају састанке 70-годишњака да одлуче који 60-годишњаци треба да се повуку“. На пример, председник Партије Мао Цедонг је имао 82 године када је умро, док је Денг Сјаопинг отишао у пензију до 85. године.

### У Совјетском Савезу
У Совјетском Савезу, геронтократија је постајала све више укоријењена почевши од 1970-их; била је распрострањена у земљи најмање до марта 1985. године, када је власт преузело динамичније и млађе, амбициозније руководство на челу са Михаилом Горбачовим. Леонид Брежњев, њен најистакнутији представник, умро је 1982. године у 75. години, али је доживео срчани удар 1975. године, након чега је наступила генерализована артериосклероза, тако да је он прогресивно постајао немоћан и имао проблема са говором. Током своје последње две године био је у суштини фигура.
Године 1980, просечан члан Политбироа — углавном је као млад преживео Велику чистку и дошао је на власт 1930-их и 1940-их — имао је 70 година (за разлику од 55 1952. и 61 1964.), а до 1982. Брежњевов министар Спољних послова Андреј Громико, његов министар одбране Дмитриј Устинов и његов премијер Николај Тихонов били су у средњим и касним седамдесетим.Јуриј Андропов, 68-годишњи Брежњевљев наследник, био је тешко болестан од болести бубрега када је преузео власт, а после његове смрти петнаест месеци касније, наследио га је Константин Черненко, тада 72, који је издржао тринаест месеци пре његове смрти. и замена са Горбачовим. Черненко је постао трећи совјетски лидер који је умро за мање од три године.

#### Комунистичке државе
Остале комунистичке земље са лидерима у 70-им или 80-им укључују Албанију (први секретар Енвер Хоџа је имао 76 година након смрти), Бугарску (генерални секретар Тодор Живков је имао 78 година када је поднео оставку), Чехословачку (председник Густав Хусак је имао 76 година када је поднео оставку), Кину (Председавајући Мао Цедонг је имао 82 године у тренутку смрти), Источна Немачка (генерални секретар и шеф државе Ерих Хонекер је имао 77 година када је протеран), Мађарска (генерални секретар Јанош Кадар је имао 75 година када је протеран), Лаос (председник Кајсоне Фомвихане је имао 71 годину на смрти ), Северна Кореја (врховни вођа Ким Ил-сунг је имао 82 године у тренутку смрти), Румунија (генерални секретар и диригент Николае Чаушеску је имао 71 годину када је погубљен), Вијетнам (генерални секретар Ле Дуан је имао 79 година након смрти), Југославија (председник и Марсхалл Јосип Броз Тито је имао 87 година у тренутку смрти). На под-националном нивоу, шеф грузијске партије Васил Мзхаванадзе имао је 70 година када је протеран, а његов литвански колега Антанас Сниечкус је имао 71 годину након смрти. Данас је Куба окарактерисана као геронтократија: „Иако је становништво сада углавном црно или мулатско и младо, њени владари чине углавном белу геронтократију“, написао је Економист 2008. Кубанац Фидел Кастро је дефакто владао земљом скоро 50 година, ефективно се повукао 2008. са 82 године, иако је остао на челу Комунистичке партије Кубе до 2011. године. Заменио га је његов брат Раул Кастро, који је у време свог пензионисања имао 89 година.

### САД
Године 2021, просечна старост америчког сенатора била је 64 године, а позиције моћи у законодавним телима – као што су председавања разним комитетима – обично се додељују искуснијим, односно старијим члановима законодавног тела. Стром Термонд, амерички сенатор из Јужне Каролине, напустио је функцију са 100 година након скоро пола века у телу, док је Роберт Бирд из Западне Вирџиније рођен 1917. године и служио је у Сенату од 1959. до своје смрти 2010. године. И Турмонд и Берд су били привремени председници Сената, позиција која је трећа у председничкој линији наследства Сједињених Држава. Сенатори млађи од 40 година су практично непознати.
За време председника Доналда Трампа и Џоа Бајдена, влада Сједињених Држава је описана као геронтократија. Са 70 година, Трамп је био најстарија особа која је икада инаугурисана за председника Сједињених Држава, све до инаугурације Бајдена. Многи високи званичници у Трамповој администрацији, као што су државни тужиоци Џеф Сешнс и Вилијам Бар, секретар за пољопривреду Сони Перду и министар трговине Вилбур Рос, имају 70 или више година.
На председничким изборима 2020. Бајден је победио Трампа, поставивши нови горњи старосни рекорд. Бајден је имао 78 година када је положио заклетву 20. јануара 2021, што га чини најстаријом особом која је инаугурисана за председника САД. Именовања у кабинету Бајденове администрације такође су одразила ове геронтократске тенденције. На пример, Јанет Иеллен, Бајденова министарка финансија, је78. Председница Представничког дома демократа Ненси Пелоси и вођа републиканске мањине у Сенату Мич Маконел су такође најстарији носиоци својих функција у америчкој историји.
Ово запажање је повезано са контектстом шире теме америчког пропадања.

### Теократија
Геронтократија је уобичајена у теократским државама и верским организацијама као што су Иран, Саудијска Арабија, Ватикан и Црква Исуса Христа светаца последњих дана, у којима је вођство концентрисано у рукама верских старешина. Међутим, упркос годинама високих верских вођа, кандидати за парламент у Ирану морају бити млађи од 75 година. Номинално теократска монархија, Саудијска Арабија, упоређена са разним касним комунистичким државама, владала је геронтократе. Остарели краљ Сауд и његови остарели рођаци су владали заједно са многим старијим свештеницима. Били су у осамдесетим годинама (рођени око 1930). Недавно је, међутим, моћ постао концентрисан од стране Мохамеда бин Салмана – стар 31 годину када га је краљ именовао за престолонаследника Саудијске Арабије (преузимајући функцију 21. јуна 2017.) – који је избацио моћне, старије чланове краљевске породице Саудијске Арабије.

### Друге земље
Римска република је првобитно била пример; реч сенат је повезана са латинском речју сенек, што значи старац. Цицерон је написао: „Не би користили ни трчање, ни скакање, ни копља из далека, ни мачеве изблиза, већ мудрост, расуђивање и мисао, које, да није било у старцима, наши преци не би називали највиши савет сенат“.

## Други примери
Изван политичке сфере, геронтократија се може посматрати у другим институционалним хијерархијама различитих врста. Генерално, обележје геронтократије је присуство значајног броја седмогодишњих или осмогодишњих лидера – они млађи од овога су премлади да би етикета била одговарајућа, док су они старији од ове генерално били премали у броју да би доминирали руководством. По неки стогодишњак који је задржао позицију моћи у организацији је генерално далеко најстарији у хијерархији.
Геронтократија се генерално јавља као фаза у развоју ентитета. Противљење геронтократији може довести до слабљења или елиминације ове карактеристике увођењем ствари као што су ограничења рока или обавезне старосне границе за одлазак у пензију. Геронтократија се може појавити у институцији која у почетку није позната по томе.